# Betta chini
Betta chini е вид лъчеперка от семейство Osphronemidae. Видът е световно застрашен, със статут Уязвим.

## Разпространение
Разпространен е в Малайзия.